# Myzaphis turanica
Myzaphis turanica är en insektsart som beskrevs av Nevsky 1929. Myzaphis turanica ingår i släktet Myzaphis och familjen långrörsbladlöss. Arten är reproducerande i Sverige. Inga underarter finns listade i Catalogue of Life.